# НАШ (телеканал)
«НАШ» — заблокированный украинский информационный телеканал, начавший вещание в 2018 году. Владельцем является лидер партии «НАШИ» и один из лидеров «Оппозиционного блока» Евгений Мураев. Эфир телеканала был заблокирован решением СНБО Украины от 11 февраля 2022 года путём введения санкций сроком на 5 лет против компаний ООО «Наша Прага», ООО «НАШ 24» и ООО «НАШ 365».

## История
Начал тестовое вещание 7 ноября, полноценное вещание — 19 ноября 2018 года. Вещание шло через спутник и в кабельных сетях на месте нишевого женского телеканала «Макси-ТВ» (Maxxi TV), когда произошла смена владельцев головной компании на Владимира Мураева — отца украинского политика Евгения Мураева. Работниками канала стали бывшие сотрудники канала «NewsOne»
Команда канала: Тигран Мартиросян — руководитель телеканала (руководил телеканалом до ноября 2019 года, перешёл на телеканал «Украина 24»), Роксолана Завинская — главный редактор (работала с начала основания телеканала до января 2020 года, перешла на телеканал «Украина 24», работает главным редактором авторских проектов Тиграна Мартиросяна) Евгений Дудник — генеральный продюсер (работал до 2021 года), Анастасия Митницкая — исполнительный продюсер (работала до января 2020 года, перешла на телеканал «Украина 24», работает исполнительным продюсером авторских проектов Тиграна Мартиросяна), Елена Рудик — генеральный директор.
6 декабря 2018 года Нацсовет по вопросам телевидения и радиовещания на основании незапланированной проверки огласил предупреждение «Нашей Праги» за самовольное переформатирование женского телеканала «Макси-ТВ» на информационный «Наш» (смена прописанного лицензией формата, отсутствие обещанных лицензией форматов передач, замена логотипа) и отказал в переоформлении лицензии за вещание.
30 октября 2019 года телеканал получил лицензию на спутниковое вещание, оформленное на новое юридическое лицо — компанию «Наш 365».
В ноябре 2019 года стало известно о планах перезапустить телеканал к началу декабря.
В марте 2020 года телеканал со ссылкой на эпидемию коронавируса прекратил выходить в прямом эфире, взамен транслируя повторы старых программ.
После введения в феврале 2021 года санкций в адрес телеканалов «112-Украина», «NewsOne» и «Zik», НАШ за счёт их увеличил свой рейтинг (его начали смотреть 38 % аудитории трёх каналов) и число гостей.
14 апреля 2021 началось вещание нового телеканала под логотипом «Maxxi TV», однако в эфире канала транслировались программы канала «НАШ» с задержкой 5-6 секунд. Из-за ретрансляции 13 мая 2021 года Нацсовет назначил проверку «Maxxi TV».
На заседании директор канала Елена Рудик объяснила это тем, что у канала постоянный контракт с телеканалом «Maxxi TV» на использование своих программ в их эфире. И, когда Maxxi TV решили транслироваться на спутнике, соответствующем их лицензии, то НАШ предоставил возможность транслировать свои программы.
В июле 2021 года руководителем, а потом совладельцем телеканала стал политтехнолог Владимир Грановский, в прошлом отметившийся работой на Виктора Януковича.
6 января 2022 года блогер и общественный активист Сергей Стерненко создал петицию «О применении санкций против телеканала НАШ, который распространяет российскую пропаганду» на сайте Официального интернет-представительства Президента Украины. По словам автора петиции, на телеканале «регулярно транслируются антигосударственные высказывания и пропаганда в интересах государства-агрессора».
2 февраля того же года несколько сотен человек во главе со Стерненко провели акцию протеста у здания телеканала «Наш». Протестующие потребовали ввести санкции против этого телеканала и его владельца.
24 февраля 2022 года канал прекратил вещание на YouTube и официальном сайте.

## Собственники
Телеканал принадлежит ООО «Наша Прага», конечным владельцем которой был отец украинского политика Евгения Мураева, Владимир Мураев. После его смерти телеканал стал принадлежать матери политика.

## Программы[20]
- Новости
- Наше утро
- Наш день
- Марафон
- Важное
- Пятница. Вечер
- Чёрный квадрат Карасёва
- Просто Назаров
- Ничего личного
- Чужие
- Рыбный четверг
- 90 минут
- Национальный диалог

### Архивные программы
- Итоги
- Неделя
- Добро и зло
- 5на5
- Экспертиза
- Наш карантин
- Никифоров спрашивает
- LIVE-шоу
- Максимум
- События недели
- Грани
- Президент
- Круглый стол
- Время с Тиграном Мартиросяном
- Голос народа
- Де? Централизация?
- Блиц
- Наш вечер
- Смотрящие
- Граница
- Гордон
- Бацман

## Ведущие
- Назар Диордица (более известный, как Макс Назаров)
- Ангелина Пичик
- Антон Довлатов
- Анастасия Гусарева
- Ярослава Маслова
- Александра Сигал
- Иван Дудчак
- Артем Никифоров
- Ольга Веремий
- Лана Шевчук
- Александр Лирчук
- Александр Сказкин
- Олег Нечай
- Дмитрий Спивак
- Вадим Карасёв
- Андрей Пальчевский

### Бывшие ведущие канала
- Тарас Чечко
- Ростислав Сухачев
- Александр Белов
- Александр Преподобный
- Александра Сенько
- Анастасия Митницкая
- Тигран Мартиросян
- Оксана Гречко
- Екатерина Лесик
- Влад Волошин
- Алёна Черновол
- Анна Степанец
- Владимир Полуев

## Руководство
- Елена Рудик (директор медиаплатформы, 2018-2022)
- Тигран Мартиросян (директор телеканала, 2018-2020)
- Евгений Дудник (генеральный продюсер, 2018-2021)
- Ольга Химьяк (выпускающий редактор, 2018-2020)
- Анастасия Митницкая (исполнительный продюсер, 2018-2020)
- Евгения Баранская (директор по маркетингу и PR телеканала, 2018-2020)
- Роксолана Завинская (главный редактор, 2018-2020)
- Андрей Шатров (главный редактор, 2020-2022)
- Николай Буга (исполнительный продюсер, 2020-2022)
- Владимир Грановский (генеральный продюсер, 2021-2022)
- Валентина Чирва (линейный продюсер, 2018-2020)
- Геворг Месропян (линейный продюсер, 2020-2022)

## Административные санкции
В ходе президентских выборов 2019 года Нацсовет зафиксировал нарушение предвыборного законодательства. Причиной стал эфир с Евгением Мураевым, в котором он рассказывал о себе как о кандидате в президенты ещё до обретения официальной регистрации.
9 января 2020 года Нацсовет оштрафовал телеканал на 25 % от лицензионного сбора (105 625 грн) за трёхкратное нарушение профильного закона «О телевидении и радиовещании». Поводом стала трансляция интервью бывшего премьера Украины Николая Азарова журналисту Дмитрию Гордону, в котором тот при полном невмешательстве ведущего сделал ряд неоднозначных заявлений (государственный переворот в 2014 году, приход к власти бандитов и мародёров, выгодность отделения от Украины Крыма и Донбасса, приравнивание участников Евромайдана к фашистам).
27 мая 2021 года Нацсовет оштрафовал телеканал на 114 тыс. грн из-за эфира с Еленой Бондаренко (обвиняла украинских военных в нарушении присяги и называла их преступниками) и Николаем Азаровым (отрицал участие РФ в войне на востоке Украины, называл военными преступниками украинских военных) и бездействия ведущих.
2 сентября 2021 года по итогам мониторинга эфира, обнаружившего в выступлениях ряда гостей телеканала и его ведущих Максима Назарова и Ангелины Пичик язык вражды и дискриминацию, Нацсовет обратился в суд с иском о лишении телеканала лицензии на вещание.
11 февраля 2022 года Совет национальной безопасности и обороны Украины принял решение о согласовании санкций против телеканала Наш сроком на 5 лет, внесенных Службой безопасности Украины. Ограничения предусматривают блокировку активов, аннулирование лицензий, прекращение использования электронных коммуникационных сетей. В этот же день Президент Владимир Зеленский ввел решение СНБО о санкциях в действие. 

## Критика
Канал критиковался за ретрансляцию пророссийских тезисов гостями и ведущими, а также пиар своего владельца Евгения Мураева через постоянные интервью.